# Sebil, Çamlıyayla
Sebil là một xã thuộc huyện Çamlıyayla, tỉnh Mersin, Thổ Nhĩ Kỳ. Dân số thời điểm năm 2011 là 2.273 người.